# Johan Tyrberg
Johan Arvid Tyrberg, född 20 juni 1963 i Tyringe, är präst i Svenska kyrkan och sedan år 2014 biskop i Lunds stift, den 69:e i ordningen. Han är brorson till biskop emeritus Karl-Johan Tyrberg.

## Biografi
Tyrberg studerade teologi vid Lunds universitet och prästvigdes i januari 1990 av biskop Per-Olov Ahrén. Efter tjänstgöring i ett par församlingar i Blekinge och  inom Svenska kyrkan i utlandet, med placering i Frankfurt am Main, blev han 2007 kyrkoherde i Karlshamns församling. 2009 utsågs han till kontraktsprost i Listers och Bräkne kontrakt.
Den 1 april 2014 valdes Johan Tyrberg till biskop i Lunds stift. Hans valspråk är "Jordens salt", hämtat ur Jesu bergspredikan (Matteusevangeliet 5:13-14).
I oktober 2018 blev han ny visitator för Laurentiistiftelsen i Lund, och ersatte då biskop Biörn Fjärstedt.

## Övrigt
Tyrberg medverkade i enstaka avsnitt av humorserien Halvvägs till himlen på TV4 med bland andra  Johan Glans och Anders Jansson. Där framträdde Tyrberg i rollen av biskop för Lunds stift.
Tyrbergs näsa finns att betrakta i avgjuten form på Nasoteket nr 176 i AF-borgen (Café Athen) i Lund.